# Владислав Опольский
Владислав Опольский (пол. Władysław opolski; около 1225- 27 августа или 13 сентября 1281/1282) — князь Калишский (1234—1244) и Опольско-ратиборский (1246—1281/1282),  младший сын князя  Опольско-ратиборского Казимира I Опольского и Виолы Болгарской. Представитель династии Силезских Пястов.

## Биография
В мае 1230 году после смерти своего отца, князя опольско-ратиборского Казимира I, братья Мешко II и Владислав, унаследовали Опольско-ратиборское княжество. До 1239 года из-за малолетства обоих братьев княжеством на правах регентов управляли их мать Виола и дядя, вроцлавский князь Генрих Бородатый.
В 1234 году Генрих I Бородатый передал сыновьям Казимира I свои новые владения в Великой Польше – Калишское княжество и Велюнский повёт, но взял под полный контроль Ополе-Рацибуж, не отрицая при этом наследственных прав молодых князей. В 1238 году в статусе князя-принцепса Польши умер Генрих I Бородатый, и ему наследовал его сын Генрих II Набожный, который также принял регентство над Ополе-Рацибожем. Вскоре после этого достигший совершеннолетия Мешко II Опольский начал претендовать на власть в отцовском княжестве, и Генрих II был вынужден согласиться с этим. Точно неизвестно, когда Мешко II принял власть над Ополе-Рацибужем, но, вероятно, это было в конце 1238 или начале 1239 года (более вероятно). Владислав остался править в Калише и Велюне при регентстве матери до 1241 года, когда достиг совершеннолетия.
Практически сразу же власти Владислава стал угрожать князь великопольский Пшемысл I, который хотел вернуть великопольские земли, отобранные в 1234 году Генрихом I Бородатым у его отца Владислава Одонича. Несмотря на попытки старшего брата поддержать его, в 1244 году Владислав был вынужден уйти из Калиша, оставив за собой только Велюнь, и то только до 1249 года.
В октябре 1246 года умер брат Владислава князь Мешко II Опольский. Детей у него не было, и в своем завещании он оставил все свои земли брату Владиславу, за исключением города Цешин с окрестностями, который был передан их матери Виоле в качестве вдовьего удела. Вскоре после этого новый князь потерял пограничную крепость Лелув, приобретенную Мешко II тремя годами ранее. Несмотря на неудачное начало своего правления, Владислав сумел выстроить отношения с соседними князьями из династии Пястов, что позволило ему в дальнейшем обезопасить свои границы. Он также примирился к великопольскими князьями Пшемыслом I и Болеславом Набожным: Владислав отказался от претензий на Калиш и Велунь и в рамках своего нового союза с Великой Польшей женился на их сестре Евфимии.
В середине 1250-1260-е годы большая часть Восточной Европы была вовлечена в конфликт Венгрии и Чехии за наследство пресекшейся династии Бабенбергов. Не остался в стороне от нее и Владислав Опольский, как и многие другие Пясты. Сначала князь опольско-ратиборский поддерживал венгров и участвовал в нападениях князя-принцепса Польши Болеслава V Стыдливого на Опаву и Глубчице. Однако в 1255 году по неизвестным причинам Владислав перешел на другую сторону и стал поддерживать короля Чехии Отакара II. В 1260 году князь Владислав Опольский на стороне чешского короля Отакара участвовал в разгроме венгерской армии в битве битве под Кресенбрунном. В 1262 году на съезде в Данкове Владислав Опольский безуспешно пытался убедить Болеслава Стыдливого и князя великопольского Болеслава Набожного перейти на сторону Чехии.
В 1273 году Владислав Опольский, пользуясь поддержкой чешского короля Отакар II, решил разорвать давний союз с Болеславом V Стыдливым и силой отобрать у него краковский трон. В июне 1273 года в битве под Богусином, в окрестностях Олькуша, опольско-ратиборская армия был разгромлена. В октябре того же года Болеслав V предпринял карательную экспедицию против Опольско-ратиборского княжества, но ограничился только разорением приграничных территорий. 
В следующем 1274 году Болеслав V и Владислав Опольский заключили мирный договор, согласно которому Владислав отказался от претензий на краковский престол, а Болеслав V уступил ему некоторые малопольские пограничные земли.
25 августа 1278 года состоялась Битва на Моравском поле, решающая в судьбы короля Отакара II. Несмотря на многолетний союз с чешским королем, на этот раз Владислав не послал свои войска в помощь Отакару II. Более того, вскоре после получения известия о поражении чешской армии и гибели Отакара II, князь опольско-ратиборский напал на Опаву, вероятно, желая заполучить ее. Однако быстрая нормализация ситуации в Праге и эффективные действия регентов при несовершеннолетнем короле Вацлаве II не позволили ему реализовать эту затею. С целью поиска новых союзников и нормализации отношений с новыми властями Чехии Владислав в 1280 году отправил на конгресс в Вену, где вместе с вроцлавским князем Генрихом IV Пробусом принес вассальную присягу королю Германии Рудольфу I и примирился с новым чешским королём Вацлавом II. В Вене Владислав также заключил союз с Генрихом IV Пробусом. Соглашение было закреплено браком Генриха IV с дочерью Владислава, предположительно Констанцией. Владислав пообещал поддержать своего нового зятя в его борьбе за польскую корону при условии, что его дочь будет коронована как королева.
Во внутренней политике Владислав стремился продолжить дело своих предшественников, одновременно повышая значение церкви в своих владениях. Он был основателем многих монастырей (доминиканcкого в Рацибуже, цистерцианского в Руди, францисканских в Водзислав-Слёнские и Глогувеке, бенедиктинского в Орлове). Еще одним важным событием в его правлении стало установление Магдебургского права почти во всех городах его княжества (таких как Бытом, Гливице, Люблинец, Освенцим, Водзислав и Жоры).
Владислав умер в период с 27 августа по 13 сентября 1282 года (по другим данным, в 1281 году) и был похоронен в доминиканском монастыре города Рацибуж.

## Семья
В 1251 году Владислав Опольский женился на Евфимии (ок. 1230 ― 15 февраля 1281/1287), дочери князя великопольского Владислава Одонича. Дети от этого брака:
- Мешко I (1252/1256 ― 1314/1315), князь цешинский;
- Казимир II (1253/1257 ― 10 марта 1312), князь бытомский;
- Болеслав I (1254/1258 ― 14 мая1313), князь опольский;
- Пшемыслав (1258/1268 ― 7 мая 1306), князь ратиборский;
- Констанция (ок.1265 ― ок. 1351), жена с 1277/1280 по 1287 год князя вроцлавского и князя-принцепса  Польши Генриха IV Пробуса (1257/1258—1290).